# Dargaard
Dargaard est un groupe de dark wave néo-classique autrichien. Formé en 1997, le groupe compte quatre albums studio, incluant Eternity Rites (1998), In Nomine Aeternitatis (2000), Dissolution of Eternity (2001), et Rise and Fall (2004). Depuis la sortie de ce dernier, Dargaard ne semble plus montrer signe d'activité.

## Biographie
Dargaard est formé en 1997 par Tharen (Alexander Opitz) en 1997. Tharen a déjà eu un rôle important dans plusieurs groupes tels que Abigor et Amestigon, tous deux des groupes de black metal, ainsi que Dominion III, groupe de rock industriel. Tharen était le claviériste de Abigor, mais pour Amestigon, Dominion III (aussi connu sous le nom de Dominion³ mais ce nom n'est plus utilisé) et Dargaard sont intégralement ses projets. Dargaard est né du désir de Tharen de s'éloigner du black metal et de s'exprimer à travers une musique plus ambiante et plus proche de la musique classique européenne.
Elisabeth Toriser rejoint le groupe en tant que chanteuse. Elisabeth était aussi la chanteuse pour Dominion III, et participe aussi au groupe Antichrisis. Elle justifie son départ de ce groupe dans une interview[réf. nécessaire] en disant qu'il interrompait ses études et qu'elle pensait que sa conception de la musique était différente. Tharen révèle aussi qu'Elisabeth travaillait sur un autre projet basé sur des guitares acoustiques mais que le projet n'avait pas dépassé le stade de l'écriture, ni enregistrement ni diffusion n'ont été réalisés.
Tharen s'occupant de composer les musiques et Elisabeth écrivant les mélodies vocales, le groupe enregistre leur premier album Eternity Rites en octobre 1998 dans les Studios Hoernix. La diffusion est assurée par Napalm Records, avec qui Tharen était déjà lié de par ses précédents groupes. C'est pourquoi le groupe n'a jamais eu besoin de diffuser de démo comme il avait déjà un contrat d'enregistrement signé avec Tharen. Ce premier album reçoit un accueil chaleureux autant par les amateurs de metal que de dark wave. Il est écrit[Où ?] à propos de cet album : « Eternity Rites de Dargaard est comme un conte de fée plein de thèmes folk/médiévaux magnifiquement composé et parfaitement interprétés. Majestueux, souvent d'un sombre agressif, mais plus souvent l'ambiance mélancolique crée une ambiance propices aux sentiments[réf. nécessaire]. »
L'album In Nomine Aeternitatis est la deuxième production du groupe, sortie le 28 novembre 2000,. Poursuivant sur la même formule, le groupe crée un autre travail de mélodies sombres. Cette diffusion est considérée par les fans comme marquant un pas dans l'évolution de la dark wave.
Le troisième album du groupe, Dissolution of Eternity, est publié le 3 juin 2000 par Napalm Records, de nouveau il reçoit de nouveau des louanges,,. Le groupe continue son voyage musical, distribuant Dissolution of Eternity en juin 2001, enregistré entre 2000 et 2001 au studio Tonstudio Hoernix. Puis sort leur dernier album Rise and Fall en mars 2004 chez Napalm Records.
Dargaard est toujours actif bien qu'il n'y ait pas de dates fixées pour un prochain album. Pour l'instant, Tharen déclare avoir écrit quelques chansons mais consacré l'essentiel de son temps des weekends pour produire le prochain album. Tharen déclare que le groupe ne se produirait jamais sur scène et ne ferait jamais de tournée à cause de ses engagements personnels. Le groupe a une base solide de fans actifs qui rejoignent souvent Tharen pour discuter sur leur forum officiel.

## Style musical
Tharen décrit son style musical comme étant des « chansons dont émane une certaine forme de beauté, mais d'un autre côté nous avons toujours essayé de faire que notre musique soit sombre et puissante, il en est de même pour les paroles. Cette musique est à propos de mon propre royaume, et ce royaume est constitué de forces sombres, de magie et de mysticisme et même les ténèbres elles-mêmes ont une certaine forme de beauté. » Tharen nomme ces influences variées mais principalement récoltées lors de ses lectures. Le cycle de fantasy L'Épée de vérité de Terry Goodkind  est cité comme influence ainsi que toute la série des Lancedragon.
Le style musical est fréquemment débattu mais, la musique est essentiellement constituée de claviers. Certains désignent ce groupe comme étant de la dark wave pleine d'innovation malgré le fait que ce style ne soit pas clairement défini. Présentant des ambiances et des humeurs sombres, le style musical de Dargaard présente parfois des mélodies folk médiévales, souvent orchestrées à l'aide de samples au clavier. Toutes les musiques du groupe sont faites dans le but de transmettre une ambiance calme et sombre. Le groupe est toujours actif et a publié quatre albums.

## Membres
- Tharen - claviers, chant
- Elisabeth Toriser - chant

## Discographie
- 1998 : Eternity Rites
- 2000 : In Nomine Aeternitatis
- 2001 : Dissolution of Eternity
- 2004 : Rise and Fall